# Agoda
Agoda est une agence de voyages en ligne qui propose un service de réservation de chambres d’hôtels et de billets d'avion, principalement dans la région Asie-Pacifique. Son siège social est basé à Singapour, et ses principaux bureaux sont situés à Bangkok, Hong Kong, Kuala Lumpur, Budapest, Sydney, Tokyo, ainsi que dans les villes importantes d'Asie, d'Afrique, d'Amérique, du Moyen-Orient et d'Europe.

## Historique

### Création et premières années
La société est créée en 1997 à Phuket par les hommes d'affaires américains Michael Kenny et Robert Rosenstein sous le nom PlanetHoliday.com, alors que le secteur des réservations en ligne était toujours jeune. À l’origine, le concept était d’utiliser la puissance croissante des moteurs de recherche pour remplir un manque apparent d’informations relatives au parc hôtelier adaptées au consommateur sur Internet. En 2002[réf. nécessaire], l’entreprise déménage à Bangkok.

### Les années Agoda
En 2003, un second site, PrecisionReservations.com fut créé dont le rôle était de vendre des nuitées d’hôtel par l’intermédiaire de sites affiliés. Puis, en 2005, les deux sites fusionnent pour former Agoda.com. L'entreprise déménage à Singapour cette même année.  
Depuis 2006[réf. nécessaire], Agoda se concentre tout particulièrement sur l’internationalisation de son offre et propose maintenant ses services en 37 langues différentes dont le français, le japonais, le chinois, le coréen, le vietnamien, le russe, l’allemand et le polonais. Au milieu de l'année 2015, la compagnie offre un choix de plus de 775 000 établissements et regroupe 2 000 employés à travers le monde, représentant plus de 20 pays[réf. nécessaire].

### Acquisition
Depuis novembre 2007, Agoda fait partie du groupe Priceline.com, désormais renommé Booking Holdings, une entreprise cotée au NASDAQ) depuis 2004 qui a survécu à l’éclatement de la bulle Internet quelques années auparavant.
En 2019, la compagnie lance son propre service de réservation de billets d'avion.

### Crise du Covid-19
Face à la crise économique issue de la pandémie de Covid-19, en mai 2020 la compagnie a supprimé 1 500 postes repartis dans 30 pays asiatiques. En juillet de cette même année, Agoda est adhéré au programme de relance du tourisme local promu par l'Autorité du tourisme de la Thaïlande. 

## Opération
Agoda.com offre une garantie de prix sur les chambres d'hôtel et rembourse la différence à l'utilisateur si celui-ci prouve qu'il a trouvé un meilleur prix sur un autre site[réf. nécessaire]. Le service consommateur est accessible 24/24 et 7/7 par email ou téléphone.
Agoda s'est aussi doté d'une application mobile pour iOS et Android, application qui reprend toutes les fonctionnalités du site.